# E3 Harelbeke 2011
L'E3 Harelbeke 2011 és la 54a edició de l'E3 Harelbeke. La cursa es disputà el 26 de març sobre una distància de 222 quilòmetres, sent vàlida per a l'UCI Europa Tour 2011 amb una categoria 1.HC. El vencedor de la cursa fou el suís Fabian Cancellara (Leopard Trek), que s'imposà en solitari. Jurgen Roelandts (Omega Pharma-Lotto) i Vladímir Gússev (Team Katusha) completaren el podi.

## Equips
| Núm.    | Codi | Equip                 |
| ------- | ---- | --------------------- |
| 1-8     | LEO  | Leopard Trek          |
| 11-18   | GRM  | Garmin-Cervélo        |
| 21-28   | VCD  | Vacansoleil-DCM       |
| 31-38   | QST  | Quick Step            |
| 41-48   | OLO  | Omega Pharma-Lotto    |
| 51-58   | RAB  | Rabobank ProTeam      |
| 61-68   | ALM  | AG2R La Mondiale      |
| 71-78   | KAT  | Team Katusha          |
| 81-88   | LAM  | Lampre-ISD            |
| 91-98   | AST  | Astana Qazaqstan Team |
| 101-108 | SBS  | Saxo Bank-Sungard     |
| 111-118 | CCC  | CCC Polsat Polkowice  |

| Núm.    | Codi | Equip                          |
| ------- | ---- | ------------------------------ |
| 121-128 | COF  | Cofidis                        |
| 131-138 | FDJ  | FDJ                            |
| 141-148 | LAN  | Landbouwkrediet                |
| 151-158 | EUC  | Team Europcar                  |
| 161-168 | SAU  | Saur-Sojasun                   |
| 171-178 | SKS  | Skil-Shimano                   |
| 181-188 | APP  | Team NetApp                    |
| 191-198 | CSM  | Team SpiderTech powered by C10 |
| 201-208 | TT1  | Team Type 1-Sanofi Aventis     |
| 211-218 | TSV  | Topsport Vlaanderen-Mercator   |
| 221-228 | VWA  | Verandas Willems-Accent        |
| 231-238 | SKT  | An Post-Sean Kelly Team        |

## Classificació final
|    | Ciclista                | Equip              | Temps      |
| -- | ----------------------- | ------------------ | ---------- |
| 1  | Fabian Cancellara (SUI) | Leopard Trek       | 4h 34' 49" |
| 2  | Jurgen Roelandts (BEL)  | Omega Pharma-Lotto | + 1' 00"   |
| 3  | Vladímir Gússev (RUS)   | Team Katusha       | m. t.      |
| 4  | Sep Vanmarcke (BEL)     | Garmin-Cervélo     | m. t.      |
| 5  | Bram Tankink (NED)      | Rabobank ProTeam   | m. t.      |
| 6  | William Bonnet (FRA)    | FDJ                | + 1' 01"   |
| 7  | Heinrich Haussler (AUS) | Garmin-Cervélo     | + 1' 06"   |
| 8  | Sébastien Hinault (FRA) | AG2R La Mondiale   | m. t.      |
| 9  | Stuart O'Grady (AUS)    | Leopard Trek       | m. t.      |
| 10 | Sergei Ivanov (RUS)     | Team Katusha       | m. t.      |